# Lista insulelor din Madagascar
Aceasta este o listă a insulelor din Madagascar. Această listă este incompletă.

## Insule locuite
- Ankify
- Barren Isles (Nosy Barren)
- Insula Juan de Nova
- Île aux Nattes (Nosy Nato)
- Nosy Be
- Nosy Berafia - 10 km lungime și 3 km lățime. Orașul său principal este Antananabe.
- Nosy Faly
- Parcul Național Nosy Hara
- Nosy Komba
- Nosy Mitsio
- Parcul Național Nosy Tanihely
- Nosy Tsarabanjina
- Nosy Parcul Național Ve-Androka (23°38'S, 43°42'E)
- Île Sainte-Marie (Nosy Boraha)

## Insule nelocuite
- Insula Europa (Nosy Ampela)
- Grande Glorieuse
- Île du Lys
- Nosy Mangabe -  Golful Antongil, lângă Maroantsetra.
- Nosy Hara
- Nosy Tanihely - 341 ha. Este situată la 8,5 km sud de Nosy Be.
- Parcul Național Nosy Ve-Androka
- Nosy Antafana (în Analanjirofo, coasta de est, parte a Parcului Național Mananara-Nord)
- Nosy Hely (în Analanjirofo, coasta de est, parte a Parcului Național Mananara-Nord)
- Nosy Rangontsy (în Analanjirofo, coasta de est, parte a Parcului Național Mananara-Nord) Nosy
- Nosy Manitsa (numită și: Nosy Manitse)- o insulă de 110 ha în gura Râului Linta, în Atsimo-Andrefana.

## Starea necunoscută
- Nosindola (21°41'S, 43°20'E)
- Nosy Adramona (21°39'S, 43°22'E) (Tradus: insula Ramona ). 30 ha, înălțimi 15 m, la nord de Morombe aproximativ 6 km de capul Antsaramanefitra.
- Nosy Adranombala (21°57'S, 43°11'E) - 5 km de Capul Saint-Vincent, 50 ha, înălțimi: 13 metri.
- Nosy Andambatihy (22°01'S, 43°14'E) : lângă Nosy Ve. Accesibil din Andabotibe, fostul sit al Andavadoaka.
- Nosy Antanimora - nordul Madagascarului, lângă Nosy Be
- Nosy Bemoka (22°00'S, 43°14'E) (tradus: Insula plină de țânțari). La sud de Capul Saint-Vincent, în direcția Andavadoaka.
- Nosy Ovy sau Nosy Barafia - nordul Madagascarului, lângă Nosy Be
- Nosy Bevato (tradus prin insula Big Rock) - Golful Tsingilofilo, la sud de Morombe
- Nosy Faly, nordul Madagascarului. *Nosy Fasy (22°03'S, 43°11'E) ( tradus: Sandy Island) La nord de Nosy Hao lângă Andavadoaka.
- Nosy Hao (22°05'S, 43°11'E) (tradus: Insula sălbatică sau insula Lices). Această insulă a fost numită „Sancti Jacobi” pe harta Sanuto în 1588. În plus, „Insula Crimei” de către WFW Owen în 1824 din cauza uciderii a 2 marinari de către locuitori. 2,2 km lungime și 400 m lățime, 5,5 km înainte de Andavadoaka.
- Nosy Iranja (tradus: Turtle Island] - nordul Madagascarului, la 30 de mile de Nosy Bé
- Nosy Lava (21°44'S, 43°18'E) (tradus : Insula lungă) - 70 ha, înălțime 16 m, lângă Morombe Locuită temporar de unii pescari.
- Nosy Langobalana - mică insulă lângă Nosy Hao, numită și: ' 'île au Tombeau (insula Tombstone). În 1824 doi marinari englezi (Bowie și Parson) au fost îngropați aici..
- Nosy Manitse (25°13'S, 44°14'E) (tradus: Insula parfumată; alte nume: Ilha do Nascimento de portughezi, île Leven de către engleză, par les Anglais. 110 ha, situată în Golul Ampalaza, nu departe de gura râului Linta.
- Nosy Mborona (25°04'S, 44°02) 'E) (tradus: Insula păsărilor) - în gura Râului Linta
- Nosy Mivola (22°00'S, 43°14'E) (tradus: insula care vorbește) - Capul Sfânt -Vincent.
- Nosy Ratafanika (21°49'S, 43°17'E) mică insulă la Capul Saint-Vincent. Lungime aproximativ 2 km x 200m. Formează un arhipelag cu Nosy Fatra, Nosy Andriamandriaka și Nosy Andamonty.
- Nosy Satrana (23°38'S, 43°42'E) (tradus: Insula Palmieri) - nelocuită, 50 ha.
- Nosy Tarafa - cu fața la Tulear lângă Sarodrano.
- Nosy Timpoy (21°46'S, 43°18'E) - la sud de Nosy Lava.
- Nosy Tsarabanjina - nordul Madagascarului, lângă Nosy Mitsio. Pe această insulă este situată o cabană.
- Nosy Vato (între 23°1 4'S și 23'21'S, 43°42'E). Tradus: Insula Rock - gura râului Fiherenana.